# ヒューストン日本語補習校

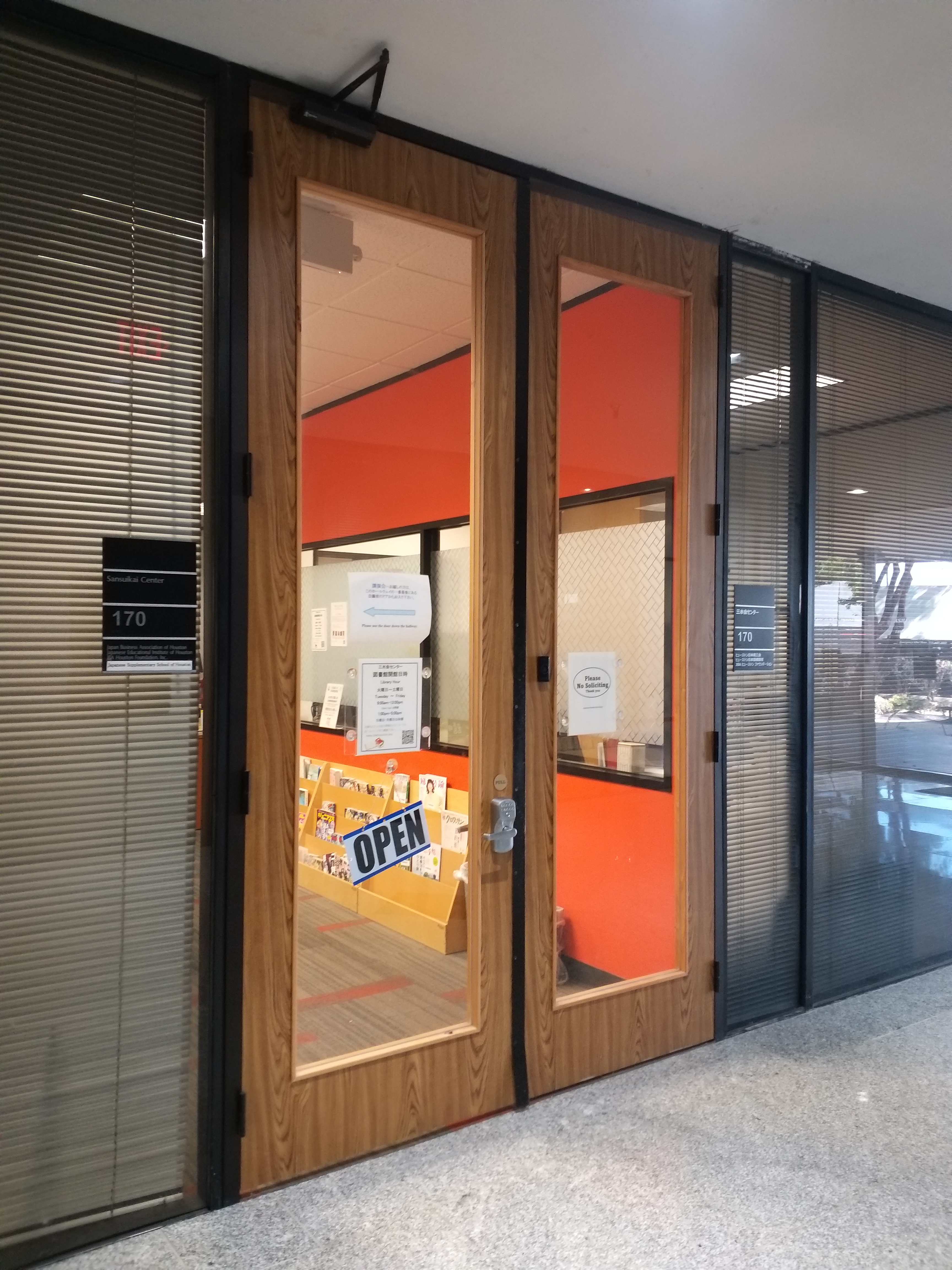
Ashford Crossing Ⅱの三水会センターにある補習校の事務局

ヒューストン日本語補習校（ヒューストンにほんごほしゅうこう、英語: Japanese Language Supplementary School of Houston、JLSSH）はテキサス州ヒューストンにある補習授業校で、校舎はウェストチェスター国際学アカデミーを使っている。事務局はアシュフォード記念広場の三水会センターにある。学校はヒューストン日本語教育振興会によって運営され、5歳から18歳の日本語話者に対し授業を行う。生徒の多くはアメリカに仮寓している。

## 歴史
補習校は1972年に設立され、当時の目的はヒューストン駐在の会社員の子供に3年から5年の日本語による補習教育を提供し、帰国後の学校教育に適応できるようにすることだった。1972-73年度の授業はサウス・メイン・バプテスト教会（英: South Main Baptist Church）で行われたが、翌年にタロウッド・バプテスト教会（英: Tallowood Baptist Church）に移転した。1983年8月20日に聖霊監督教会（英: Holy Spirit Episcopal Church）で分校を開設、1986年3月25日にはウェストチェスター教育センターへ移転した。
1989年3月時点で補習校は生徒379人を抱えており、中には日本人以外の生徒もいた。
1999年5月25日、校舎はストラトフォード高校に移転され、授業は5月29日に再開した。2000年8月12日には再びウェストチェスターへ戻った。
また1980年代にはトマス・ホレス・ロジャーズ・スクールでアメリカ人高校生に授業を行ったこともあった。
2015年時点での生徒数は480人であった。

## カリキュラム
補習校は幼稚園から高校3年までの教育を提供し、また日本の学校と同じく3学期制と4月学年始期制を採用、授業は国語を含み日本語で行った。ほかには算数と数学、社会、理科を教えていた。1989年から1990年までの教育委員長であった勝野康友によると、国語以外の教科も教えた理由は「生徒たちは同じ問題を日本語で読まなければならないからだ」という。1989年時点で学校秘書であったライブロック祐子によると、補習校には23人の教師がいたという。日本文部科学省は任期3年の校長を任命している。1989年時点ではヒューストン独立学区の高校生はこの補習校で授業を受けて高校の単位を得ることができる。またスプリング・ブランチ独立学区の学生も土曜にヒューストン日本語教育振興会による日本語授業を受けることができる。
1989年時点では日本政府が経費の1割を提供しており、ヒューストン日本商工会が残りの支出を担当している。また当時の授業料は学級によって違い、40ドルから50ドルであった。